# شو موراتا
شو موراتا (باليابانية: 村田 翔) (2 أبريل 1987 في طوكيو في اليابان – )؛ هو لاعب كرة قدم ياباني سابق كان يلعب كلاعب وسط.

## وصلات خارجية
- شو موراتا على موقع رابطة كرة القدم اليابانية للمحترفين (اليابانية)
- شو موراتا على موقع قاعدة بيانات كرة القدم.إي يو (الإنجليزية)
- شو موراتا على موقع Soccerway.com (الإنجليزية)